# Cornelius Crocus
Cornelius Crocus (of Croock) (Amsterdam, ca. 1500 - Rome, 1550) was een Nederlandse humanist, pedagoog en theoloog. Hij was een invloedrijke figuur binnen de humanistische traditie in de Noordelijke Nederlanden. Hij was een vurig verdediger van de katholieke leer. 
Crocus stamde uit een bemiddeld Amsterdams gezin. Zijn vader heette Peter. Zijn moeder, over wie hij met respect schreef, bereikte een hoge leeftijd. Crocus was bevriend met Nicolaas Cannius. Over zijn vroege opleiding is weinig met zekerheid bekend. Alardus van Amsterdam noemde hem in een brief zijn "geliefde leerling". 
Crocus werd op 31 augustus 1517 als student ingeschreven aan de universiteit van Leuven, onder de welgestelden (divites), met de naam Cornelius Croock de Amsterodammis. Zijn leermeester aan de universiteit was Adrianus Barlandus, docent aan het Drietalencollege. Crocus ontwikkelde zich tot een uitstekend classicus met kennis van Latijn, Grieks en mogelijk ook Hebreeuws. 
Zijn theologiestudie vond plaats na zijn letterkundige vorming. In een brief van 1531 aan de officiaal van Utrecht vroeg Crocus ontheffing van gebedenverplichtingen omdat hij slechts de lagere wijdingen had ontvangen, en wel van de Engelse bisschop John Fisher. Daar Fisher Engeland nooit verliet, moet Crocus voor 1531 in Engeland zijn geweest. 
Na zijn werk als leraar aan de Oudezijdsschool in Amsterdam (vanaf 1521/1522) en enkele theologische activiteiten in de jaren dertig – zo keerde hij zich in 1531 in een open brief aan zijn landgenoot Johannes Sartorius tegen de protestantse rechtvaardigingsleer en sprak hij zich in 1535 krachtig uit tegen de wederdopers – wees hij een aanbod af om te doceren aan de Universiteit van Coimbra omdat hij zijn bejaarde moeder niet wilde achterlaten. Daarna volgde een stille periode tussen 1538 en 1544. Vermoedelijk studeerde hij in die jaren opnieuw theologie in Leuven en maakte hij in 1540 een eerste reis naar Rome. 
In 1544 werd Crocus benoemd tot rector van de Oudezijdsschool. Als overtuigd katholiek zette hij zich ervoor in de Colloquia van Erasmus en de Grammatica van Melanchthon uit het onderwijs te weren en te vervangen door zijn eigen leerboeken. Aanstootgevende passages uit klassieke auteurs hield hij zorgvuldig buiten het bereik van de studenten. In 1550 reisde hij opnieuw naar Rome, ditmaal om zich aan te sluiten bij de jezuïeten. In Rome werd Crocus opgenomen in de orde, maar hij werd kort na zijn aankomst ernstig ziek. Hij overleed voor december 1550. Crocus wordt, al dan niet terecht, soms aangeduid als de eerste Nederlandse jezuïet, maar hij was in elk geval wel de eerste Amsterdammer die tot de orde toetrad.

## Publicaties van Crocus
Crocus’ oeuvre bestaat uit brieven, schoolwerken, theologisch-polemische geschriften en een toneelstuk.
- Farrago sordidorum verborum (1529):

Een leermiddel over correct Latijns taalgebruik, bedoeld voor schoolgebruik. Het werd uitgegeven door zijn vriend Alardus van Amsterdam.
- Dissertatiuncula contra anabaptismum (1535):

Een korte verhandeling tegen het anabaptisme, waarin Crocus de katholieke leer over het doopsel verdedigt.
- Ecclesia (1536):

Een preekhulpmiddel dat zich keert tegen ketterse opvattingen. Het werk is opgedragen aan Nicolaas Cannius, priester te Amsterdam.
- Comoedia Sacra, cui titulus Joseph (1536):

Een heilige komedie in het Latijn, gedrukt te Antwerpen door Joannes Steelsius. Geschreven voor zijn leerlingen als moreel en religieus leermiddel.
- Bibsys: 1082976
- Biblioteca Nacional de España: XX5454013
- Bibliothèque nationale de France: cb16501438w (data)
- Catàleg d'autoritats de noms i títols de Catalunya: 981058519095506706
- Digitale Bibliotheek voor de Nederlandse Letteren: croc001
- Gemeinsame Normdatei: 123880998
- International Standard Name Identifier: 0000 0001 1872 7484
- Library of Congress Control Number: n86838971
- Nationale Bibliotheek van Tsjechië: mzk2009511078
- Nederlandse Thesaurus van Auteursnamen: 070287783
- LIBRIS: 366977
- Système universitaire de documentation: 152606904
- Virtual International Authority File: 8306045
- WorldCat: E39PBJxrPXKMTCcPGdcqDRVXBP